# Gorgosaurus
Gorgosaurus is een geslacht van uitgestorven vleesetende theropode dinosauriërs, behorend tot de groep van de Tyrannosauroidea, dat tijdens het Laat-Krijt, ongeveer 75 miljoen jaar geleden, leefde in het gebied van het huidige Noord-Amerika.
Vanaf het midden van de negentiende eeuw werden fossielen van Gorgosaurus opgegraven maar die bestonden slechts uit tanden en botfragmenten. In 1913 vond men in Canada een aantal bijna volledige skeletten. In 1914 kreeg het geslacht zijn naam, die 'felle sauriër' betekent, toen de typesoort Gorgosaurus libratus benoemd werd. Later werden nog vier soorten binnen het geslacht benoemd maar daarvan begrijpt men nu dat het om jonge exemplaren van G. libratus gaat of om heel andere dinosauriërs. Gorgosaurus lijkt sterk op de latere Albertosaurus sarcophagus en daarom zien sommige geleerden hem als een soort van Albertosaurus: A.libratus. Van Gorgosaurus is de afgelopen eeuw nog eens een dozijn skeletten gevonden en daardoor kregen de wetenschappers een goed beeld van zijn bouw.
Gorgosaurus was een grote roofsauriër die tot tien meter lang en vier ton zwaar kon worden. De meeste volwassen exemplaren zijn typisch wat kleiner met acht meter lengte en een gewicht van twee ton. Gorgosaurus was een tweevoeter waarvan de horizontale romp in evenwicht gehouden werd door de staart. Zijn voorpoten waren erg klein met twee korte vingers maar zijn achterpoten juist erg lang en zwaar gespierd. Hij was een van de snelste roofsauriërs die ooit geleefd hebben. Gorgosaurus had een langwerpige kop met krachtige onderkaken en uitgerust met lange tanden. Daarmee viel hij vluchtende weerloze Hadrosauridae aan die hij met zijn hoge snelheid goed kon inhalen. Maar hij joeg ook op zwaarbewapende Ceratopia die hij in een gevecht doodde door ze een diepe beet toe te brengen.

## Vondst en naamgeving
In de zomer van 1913 voerde Charles Hazelius Sternberg in opdracht van de Geological Survey of Canada een paleontologische expeditie uit naar de Red Deer River in Alberta. Zijn zoon Charles Mortram Sternberg vond toen op de zuidelijke oever van die rivier nabij Steveville aan de rand van een insnijding van het prairieplateau door de Berry Creek, het skelet van een grote theropode. De vindplaats werd genummerd als Quarry 36.

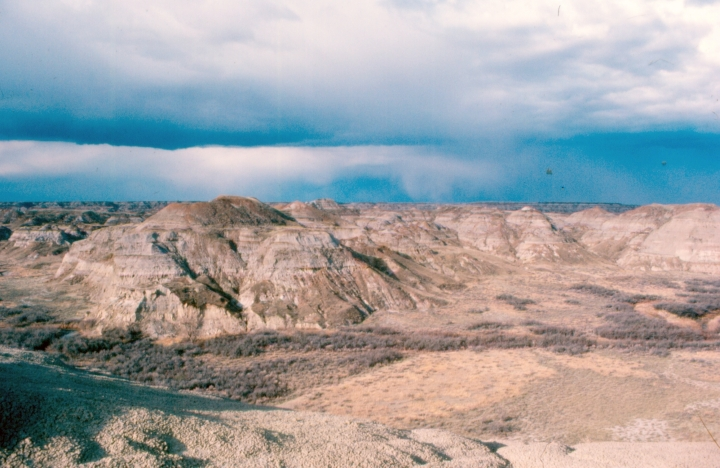
De lagen van de Dinosaur Park Formation

De typesoort Gorgosaurus libratus werd eind 1914 benoemd en beschreven door Lawrence Morris Lambe, kort na een beschrijving van alleen de voorpoot door dezelfde auteur. De geslachtsnaam is afgeleid van het Klassiek Griekse γοργός, gorgos, 'fel'. De soortaanduiding is Latijn voor 'uitgebalanceerd, een verwijzing naar het in evenwicht houden van het lichaam door de staart.
Het holotype, NMC 2120, werd gevonden in lagen van de Dinosaur Park Formation die dateren uit het Laat-Campanien, 76,5 tot 74,8  miljoen jaar oud. Het bestaat uit een vrij compleet skelet met schedel van een volwassen dier.
In 1917 publiceerde Lambe een uitgebreidere monografie over Gorgosaurus. Hierin liet hij tekeningen opnemen door Arthur Miles van hoe hij dacht dat de soort zich in evenwicht hield. Volgens Lambe hield Gorgosaurus de romp horizontaal als een vogel, maar wel liet hij het dier de staart over de grond slepen. Desalniettemin waren zijn ideeën over de houding tamelijk modern in aansluiting met de opvattingen van Henry Fairfield Osborn. In het midden van de twintigste eeuw zouden deze interpretaties weer vergeten worden. Omdat verschillende tanden van het fossiel weinig versleten waren, nam Lambe aan dat Gorgosaurus zich ook met aas voedde. In de jaren zeventig zou hem dat het verwijt opleveren van Robert Thomas Bakker dat hij het dier zag als een slome aaseter maar in feite beschouwde Lambe Gorgosaurus in wezen als een beweeglijke rover.

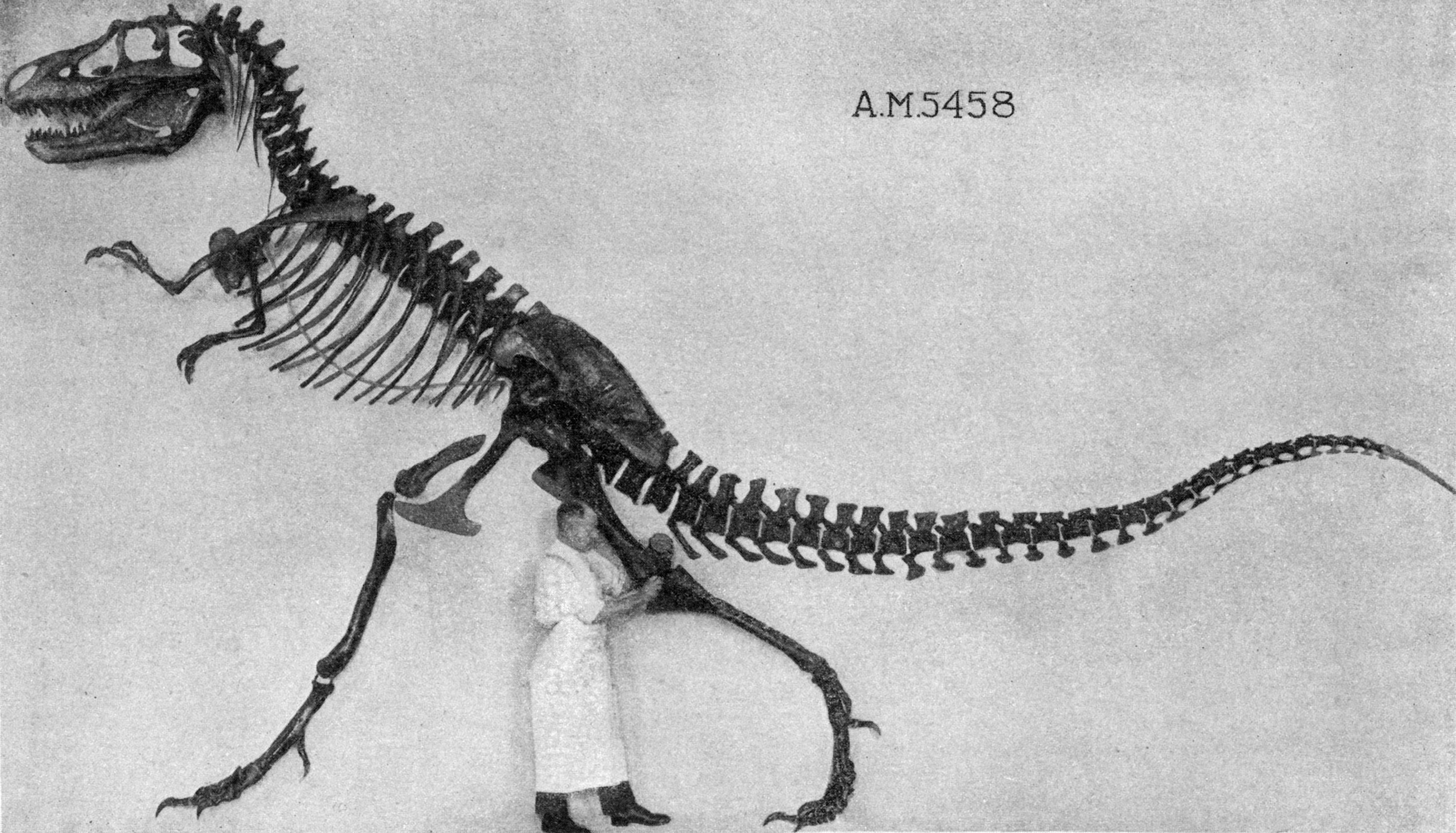
AMNH 5458 in een verouderde opstelling

Het holotype is niet het enige fossiel dat van Gorgosaurus bekend is. In feite waren er vermoedelijk al voor 1913 fragmentarische specimina van Gorgosaurus opgegraven. Tanden werden in die tijd toegewezen aan Deinodon en zelfs zijn er waarschijnlijk aparte taxa benoemd op grond van gorgosaurusmateriaal: Laelaps falculus, Dryptosaurus kenabekides, Laelaps hazenianus en Laelaps incrassatus. Zulke namen worden meestal geacht geen prioriteit te hebben omdat het nomina dubia zijn, dat wil zeggen: ze zijn gebaseerd op vondsten die niet met zekerheid te identificeren zijn.

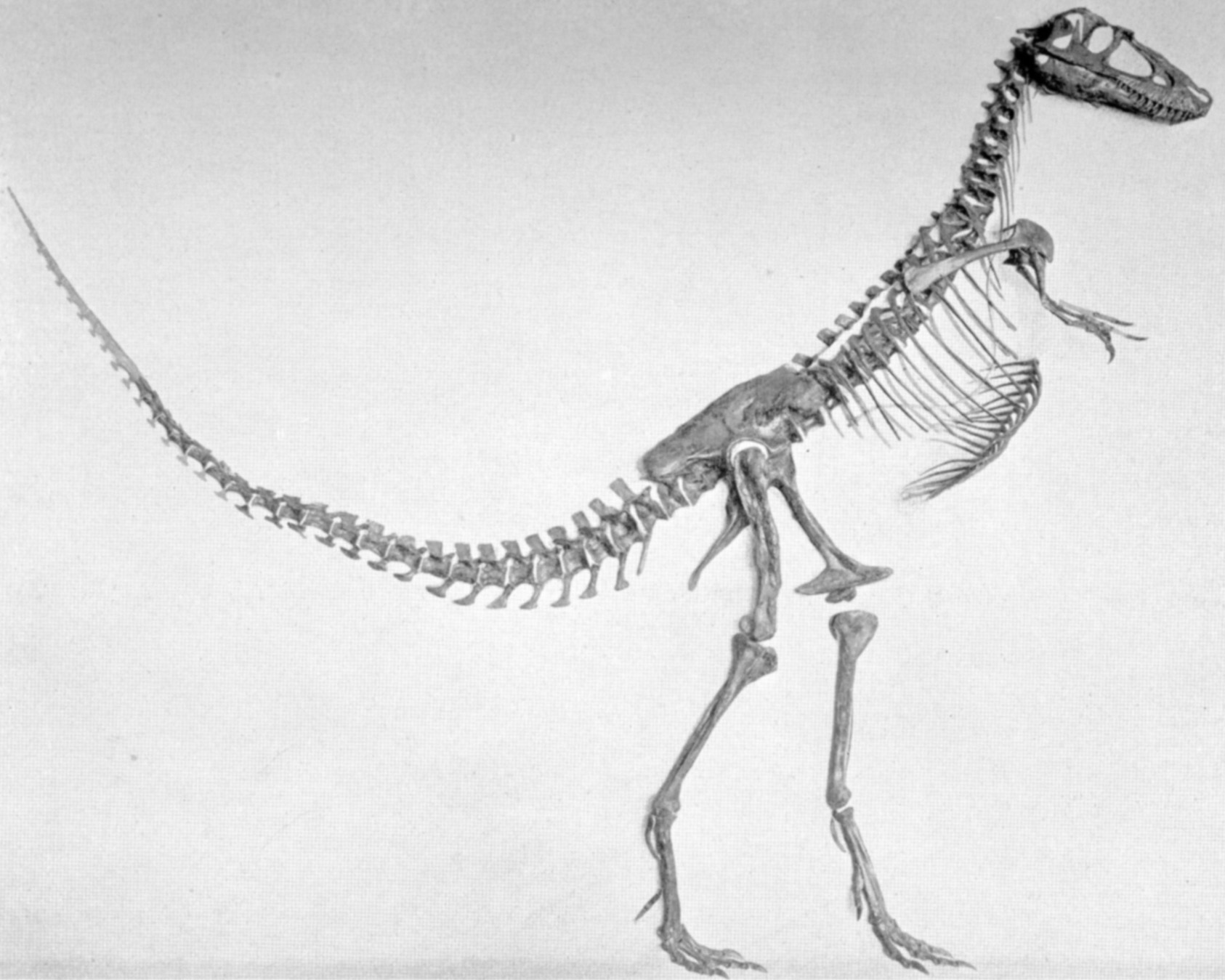
AMNH 5664, het holotype van G. sternbergi

Veel completere ontdekkingen werden er tegelijk met die van de Sternbergfamilie gedaan door Barnum Brown, de verzamelaar van het American Museum of Natural History, die in 1913 hetzelfde gebied afstroopte op zoek naar fossielen. Deze omvatten onder andere drie skeletten van volwassen exemplaren: AMNH 5428 (later USNM 12814); AMNH 5434 (eerder foutief als AMNH 5336 vermeld) en AMNH 5458. In 1917 werd door C.H. Sternberg nog een exemplaar aan het New Yorkse museum geleverd: AMNH 5664, een skelet van een jong dier. Deze vondsten werden met wat vertraging bestudeerd door William Diller Matthew. In 1922 meende Matthew dat Gorgosaurus bij Deinodon ondergebracht moest worden en hij benoemde zelfs onder voorbehoud een ?Deinodon libratus. In 1923 echter was hij van mening veranderd en benoemde AMNH 5664 tot een tweede soort van Gorgosaurus: Gorgosaurus sternbergi, een naam die hij in 1922 al terloops vermeld had maar toen zonder beschrijving zodat het een nomen nudum bleef. Tegenwoordig wordt deze soort echter identiek geacht aan G. libratus; de verschillen komen slechts voort uit de jonge leeftijd van het exemplaar. Ook Matthew waagde zich aan een reconstructie van het levende dier die hij liet uitvoeren door tekenaar Erwin Christman. Hierin wordt Gorgosaurus opnieuw als een actief dier afgebeeld, met de staart in de lucht in plaats van op de grond hangend, net als volgens de moderne inzichten. Minder modern was dat de romp als 45° opgeheven werd gedacht, dus minder horizontaal als bij Lambe.

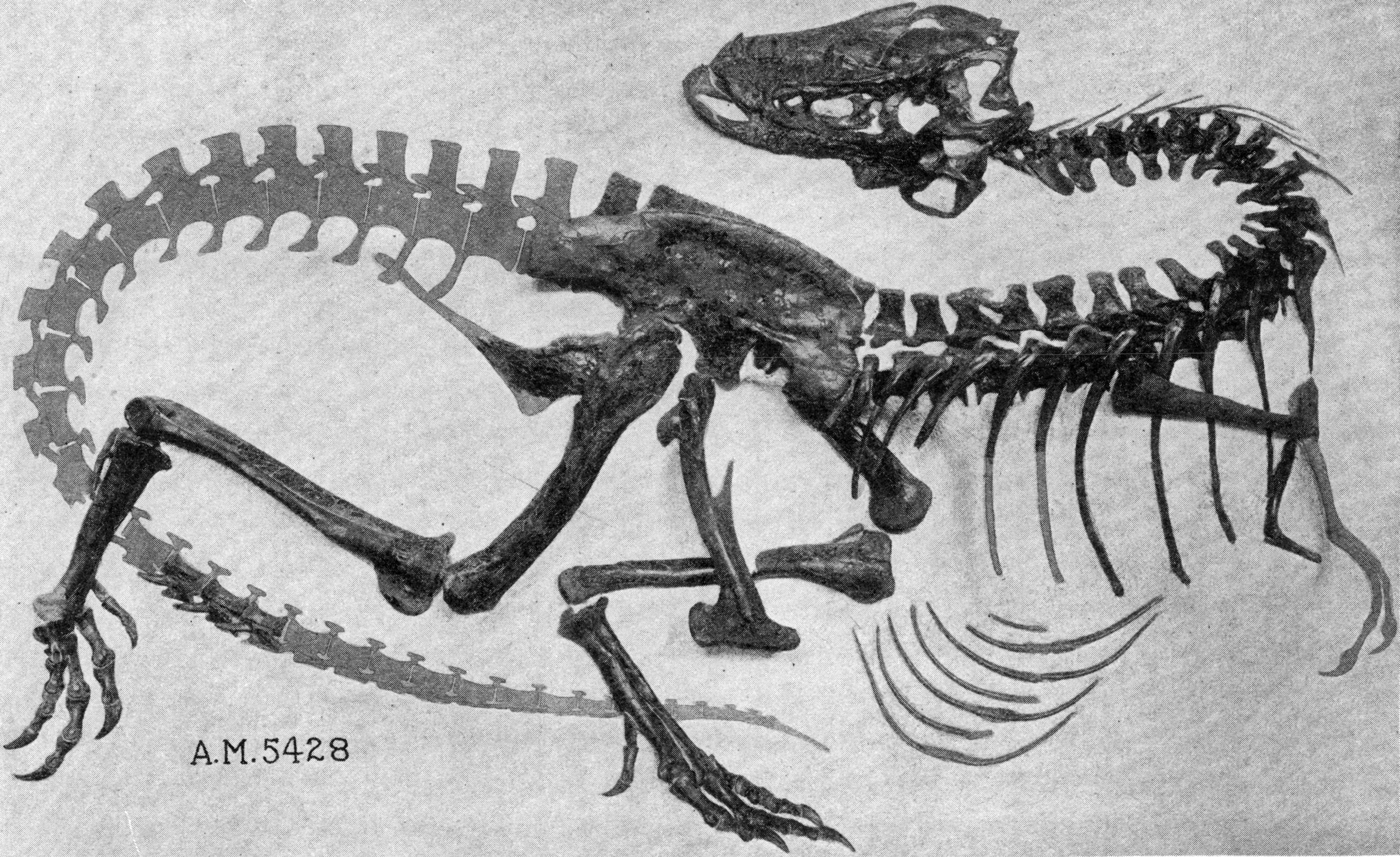
AMNH 5428

Na deze eerste grote vondsten is er nog een groot aantal fossielen van Gorgosaurus uit de Dinosaur Park Formation opgegraven. Een groot deel daarvan bestaat uit losse botten maar ook in verband liggende skeletten zijn niet bepaald zeldzaam. Deze exemplaren zijn in mindere of meerdere mate compleet. Specimina die zowel een schedel als althans de gedeeltelijke postcrania, de delen achter de schedel, omvatten zijn de volgende: AMNH 5432, CMN 8782, ROM 1247, RTMP 86.144.1, RTMP 91.36.500, RTMP 91.163.1, RTMP 94.12.602, RTMP 95.5.1, RTMP 99.33.1, TCM 2001.89.1 en UA 10. Samen met de vijf oudere vondsten waren er in 2014 zeventien skeletten inclusief schedel bekend. Bij elkaar vertegenwoordigen ze het leeuwendeel van de skeletelementen, waaronder ook het vorkbeen. Het materiaal vormt ook een groeireeks van jonge dieren van zo'n drie meter lang tot volwassen exemplaren.

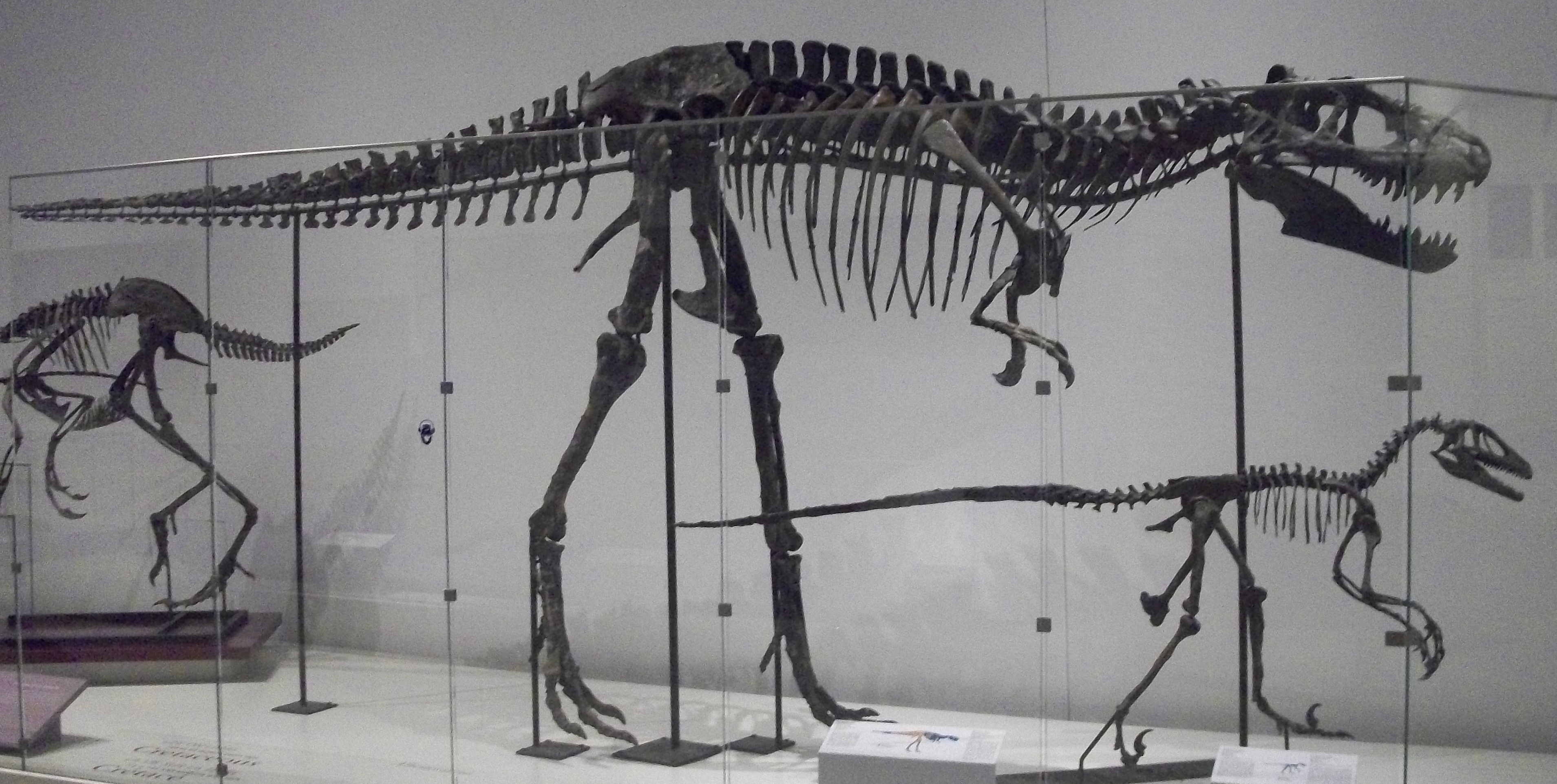
ROM 1247

Na 1923 zouden er nog enkele soorten van Gorgosaurus benoemd worden. In 1946 schiep Charles Whitney Gilmore postuum een Gorgosaurus lancensis op basis van specimen CMN 7541. Later zou dit hernoemd worden tot Nanotyrannus. In 1955 benoemde Evgeni Malejew twee soorten: Gorgosaurus lancinator en Gorgosaurus novojilovi. Tegenwoordig worden deze beschouwd als jonge exemplaren van Tarbosaurus.
In 1970 bracht Dale Russell Gorgosaurus bij Albertosaurus onder, als een Albertosaurus libratus. Tot het midden van de jaren negentig bleef dit gebruikelijk en in populair-wetenschappelijke boeken kan men deze indeling nog vaak vinden. De laatste jaren is het in het onderzoek naar dinosauriërs echter steeds meer de gewoonte geworden ieder geslacht monospecifiek te houden, dat wil zeggen: als bestaande uit één soort. Dat twee soorten samen één geslacht zouden vormen, kan namelijk nooit door wetenschappelijk onderzoek vastgesteld worden: het is een puur subjectieve keuze. De meeste onderzoekers spreken tegenwoordig weer van een Gorgosaurus libratus.

### Soortenlijst
De wat ingewikkelde naamgevingsgeschiedenis kan worden samengevat in de volgende soortenlijst:
- Gorgosaurus libratus Lambe 1914: geldige typesoort van Gorgosaurus, = ?Deinodon libratus (Lambe 1914) Matthew & Brown 1922, = Albertosaurus libratus (Lambe 1914) Russell 1970
- Gorgosaurus 'sternbergi' Matthew & Brown 1922: tunc nomen nudum
- Gorgosaurus sternbergi Matthew & Brown 1923: jonger synoniem van G. libratus, = Deinodon sternbergi (Matthew & Brown 1923) Kuhn 1965, = Albertosaurus sternbergi (Matthew & Brown 1923) Russell 1970
- Gorgosaurus lancensis Gilmore 1946: apart geslacht, = Nanotyrannus Bakker, Currie & Williams 1988, = Albertosaurus lancensis (Gilmore 1946) Russell 1970
- Gorgosaurus lancinator Maleev 1955: = Tarbosaurus
- Gorgosaurus novojilovi Maleev 1955: = Tarbosaurus, = Maleevosaurus novojilovi (Maleev 1955) Carpenter 1992

## Beschrijving

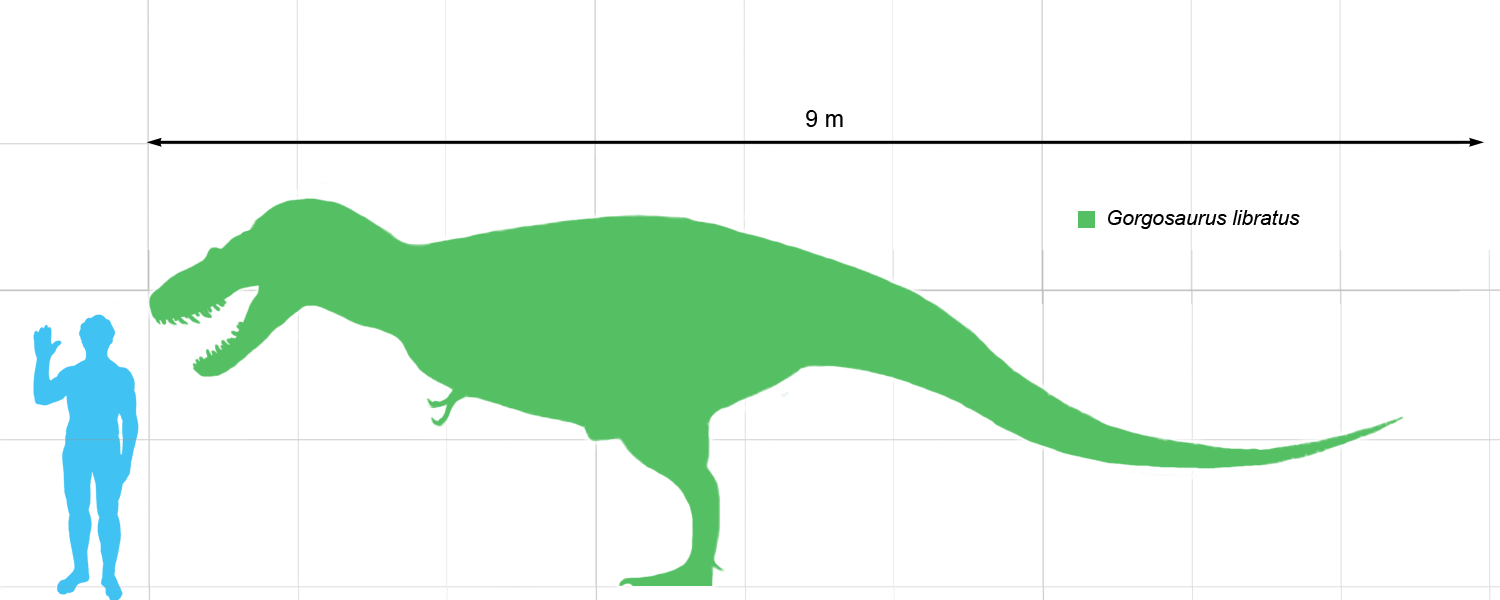
Een acht meter lange gorgosaurus in grootte vergeleken met een mens

### Algemene bouw, grootte en onderscheidende kenmerken
Gorgosaurus is een grote tweevoetige roofsauriër. De meeste volwassen specimina hebben een lengte van ongeveer acht meter. In 2010 schatte Gregory S. Paul het gewicht van zo'n exemplaar op tweeënhalve ton. Specimen RTMP 94.12.602 is echter duidelijk groter en zo'n tien meter lang met een heuphoogte van drie meter; het zou een vier ton hebben gewogen. Vergeleken met de meeste theropoden van acht meter lengte is Gorgosaurus bepaald robuust van bouw met een zwaargebouwde schedel, dikke nek en krachtige achterpoten. Gorgosaurus is echter een verwant van de latere levende Tyrannosaurus rex. In vergelijking met die reus lijkt Gorgosaurus haast elegant van bouw: de kop is smaller, de nek dunner, de romp lager, de voorpoten kleiner en de achterpoten langer. Ondanks zijn in absolute zin niet geringe gewicht was Gorgosaurus zo vermoedelijk tamelijk snel en wendbaar door zijn relatief lange poten, korte romp en korte staart. Hoe snel precies is zeer omstreden: de serieuze schattingen voor de maximumsnelheid variëren van vijfentwintig tot vijfenzeventig kilometer per uur; een vijfenveertig tot vijftig kilometer per uur lijkt de meeste onderzoekers het waarschijnlijkst. De armen waren zeer klein, nog meer gedegenereerd dan bij Tyrannosaurus en dus vermoedelijk niet meer functioneel.
Dat Russell Gorgosaurus en Albertosaurus samenvoegde, is begrijpelijk: beide vormen verschillen maar weinig van elkaar, minder dan de intraspecifieke variatie binnen Tyrannosaurus. In 1970 was er zelfs geen enkel onderscheidend kenmerk vastgesteld. De reden om ze tegenwoordig apart te houden is voornamelijk dat het geen tijdgenoten zijn: Albertosaurus wordt gevonden in de latere Horseshoe Canyon Formation die dateert uit het vroegste Maastrichtien. Gemiddeld is Albertosaurus kleiner en eleganter met meer langgerekte achterpoten; Currie vond dat de grootste individuen juist wat robuuster waren. In 2005 stelde Thomas Carr een lijst van kenmerken op waarin Gorgosaurus zich van zijn verwanten onderscheidt. De pneumatische uitholling in de zijwand van het traanbeen is verticaal langgerekt. In de hersenpan loopt het laterosfenoïde schuin zijwaarts omhoog om contact te maken met het wandbeen. Het tweede kootje van de tweede teen heeft een onderste gewrichtsvlak dat aan beide zijden de voorste rand van de uitholling voor het gewrichtskapsel niet bereikt. Het derde kootje van de tweede teen heeft een bovenste gewrichtsvlak dat van de buitenste zijkant bekeken de voorzijde van het kootje niet bereikt.

### Skelet

#### Schedel

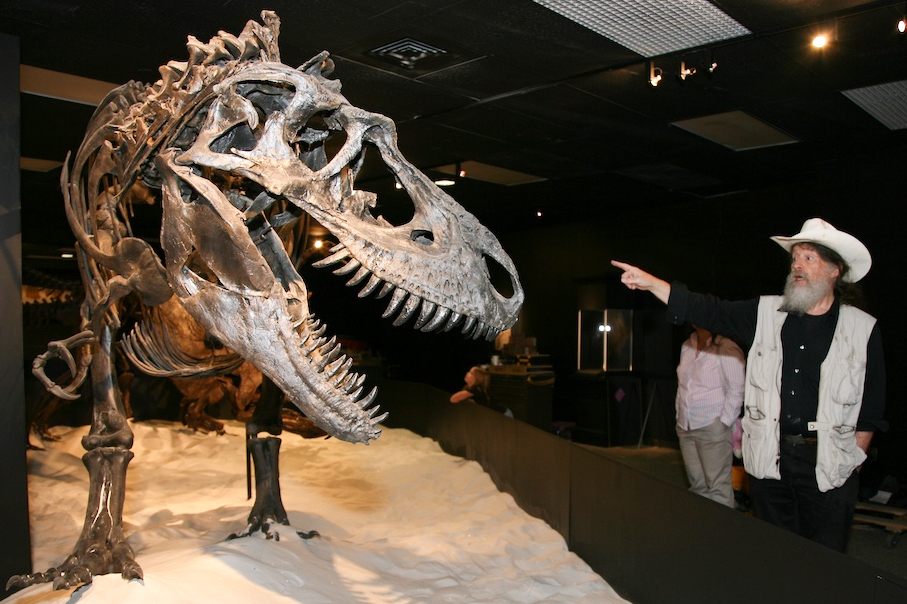
Paleontoloog Bob Bakker legt het skelet van Gorgosaurus uit, waarbij de schedel in het oog springt

De schedel van Gorgosaurus is van bezijden bezien langgerekt, vooral doordat hij tamelijk laag is, niet omdat de snuit zoveel langer zou zijn dan het achterste gedeelte. In absolute lengte is de schedel van specimen AMNH 5434 de langste waarover exacte maten gepubliceerd zijn, met honderdvijf centimeter. Van boven bekeken is de kop vrij breed met een tongvormige snuit en een verbrede achterkant die echter niet de extreme verwijding toont van Tyrannosaurus. De punt van de snuit is tamelijk stomp; het profiel van de kop kromt van daaruit in een bijna rechte hoek naar achteren, waarbij de bovenste tak van de praemaxilla maar kort is en snel doorloopt in het lange neusbeen dat voorzien is van overlangse ruwe richels waartussen zich rijen openingen bevinden. Beide bovenste takken samen vormen een vork waarin de punten van de vergroeide neusbeenderen passen. Het neusgat is erg lang en langwerpig. Het bovenkaaksbeen is robuust maar niet zeer hoog. In de bovenste buitenzijde ervan bevindt zich een uitholling met daarin twee schedelopeningen: vooraan een vrij grote fenestra maxillaris in de vorm van een naar voren hellende ovaal en achteraan de veel grotere fenestra antorbitalis die een grotendeels ovale vorm heeft behalve dat de achterste bovenhoek wat spits uitloopt in de zijdelingse uitholling van het traanbeen dat bovenaan, iets voor de oogkas, een driehoekig hoorntje vormt in de vorm van een opstaande rand van de uitholling. Het hoorntje is van binnen hol en de binnenruimte is via een pneumatopoor met de uitholling verbonden. De voorste tak van het traanbeen wordt aan de voorkant omvat door de gevorkte bovenste tak van het bovenkaaksbeen en iets hoger door een overlappend vingervormig uitsteeksel van het achterste neusbeen. Onderaan heeft het traanbeen een neergaande tak die de naar voren bollende achterrand van de fenestra antorbitalis vormt, meteen de voorrand van de oogkas. De oogkas is niet al te hoog en wordt maar iets ingesnoerd door een uitsteeksel van de onderste tak van het postorbitale, het bot dat er de bovenste achterrand van vormt en dat bij volwassen exemplaren vooraan het traanbeen raakt en het frontale van de rand dringt. Het postorbitale is bovenop wel wat verruwd maar vormt geen echt hoorntje. Doordat de schedel achteraan niet extreem verbreed is, staan de oogkassen grotendeels zijwaarts gericht. Bovenop is het traanbeen erg breed en dringt het kleine bovenvlak van het prefrontale van de bovenrand van de oogkas. De achterkant van het traanbeen rust in een horizontale groeve in de voorrand van het frontale. De voorhoofdsbeenderen of frontalia zijn kort en breed; de wandbeenderen kort en smal zodat er grote trapeziumvormige bovenste slaapvensters ontstaan. De middenkam op het schedeldak is slechts laag; de dwarskam op het achtereind hoog maar smal. 

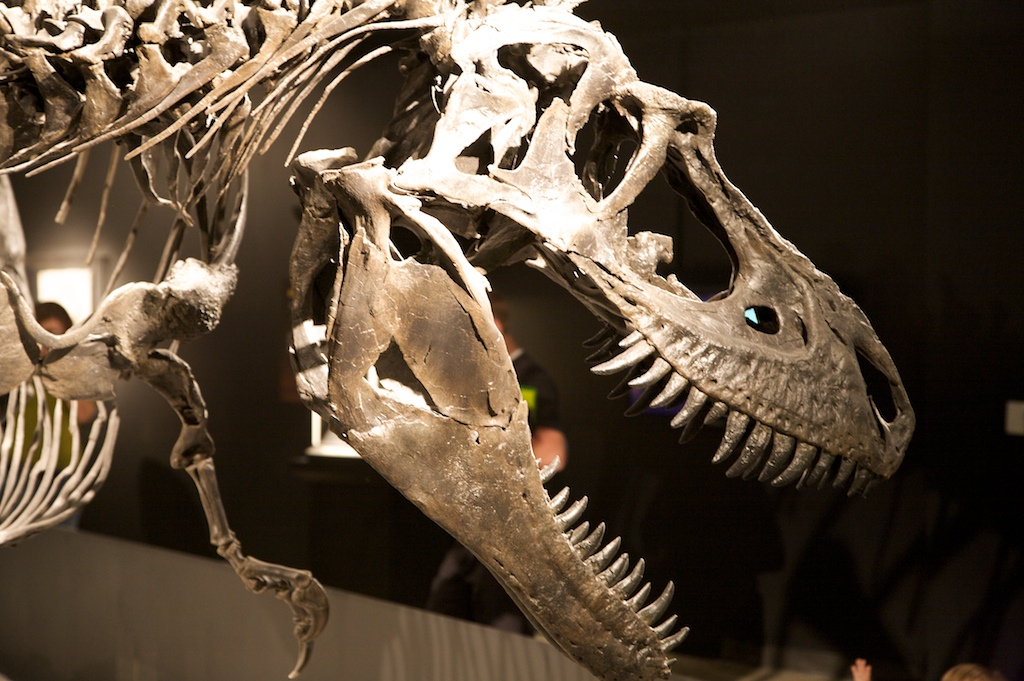
Het achterhoofd en de achterste onderkaken van Gorgosaurus bestaan uit elementen die zowel enorm zijn als delicaat door hun ten dele dunne botwanden

Onder de oogkas is het jukbeen een robuust en hoog element met een kleine naar onderen gerichte hoorn die langer en smaller is dan bij de Tyrannosaurinae. De voorste tak van het jukbeen maakt deel uit van de rand van de fenestra antorbitalis. Hij heeft een naar boven gericht uitsteeksel dat tussen de buitenwand en binnenwand van de onderste tak van het traanbeen reikt. Dit complex wordt doorsneden door een langgerekte druppelvormige pneumatische spleet die schuin in de onderste achterhoek van de uitholling voor de fenestra ligt, met de scherpe punt naar boven gericht. De bovenste tak van het jukbeen vormt bij oudere exemplaren een deel van de achterrand van de oogkas en raakt de onderste tak van het postorbitale met een naar achteren oplopende beennaad. De gevorkte achterste tak van het jukbeen omvat de smalle en spitse voorste tak van het quadratojugale dat een vrij delicaat bot is. Bovenaan verwijdt dit sterk in zijn contact met het squamosum zodat het onderste slaapvenster aan de achterrand sterk ingesnoerd wordt hoewel het uitsteeksel de voorrand niet raakt en er ook niet door overlapt wordt. De bovenkant van het uitsteeksel wordt gevormd door een lage en naar beneden krommende voorste tak van het squamosum. Het hoofdlichaam van het squamosum is intern vrij breed; de onderkant ervan wordt ingedeukt door een grote gladde uitholling die bij leven wellicht een luchtzak bevatte. Ook bij de voorste vleugel, richting het pterygoïde, van het vrij korte quadratum, was aan de binnenkant misschien een luchtzak aanwezig, in dit geval met de buitenkant verbonden via een pneumatopoor.
Het achterhoofd van de tyrannosauriden wordt gekenmerkt door enorme schuin zijwaarts en naar achteren gerichte uitsteeksels die dienen als aanhechting voor de krachtige nekspieren die de zware kop moeten dragen en richten. Die uitsteeksels zijn geen aparte botten maar versmeltingen van verschillende schedelelementen die door de uitgroei vervormend worden gerekt en uitgetrokken totdat de beennaden tussen de elkaar overlappende beenlagen nauwelijks meer vaststelbaar zijn. De situatie wordt nog ingewikkelder gemaakt doordat het achterhoofd onderaan overgaat in de complexe structuur van de hersenpan, ook weer een samenstelling en vergroeiing van vele elementen.
Tussen de dwarskam bovenop, de overgang naar het schedeldak die de aanzienlijke dikte van de bovenste spierlaag aangeeft, en het achterhoofdsgat bevindt zich een centraal supraoccipitale. Dit niet-gepaarde element is voorzien van een middenrichel en bovenaan twee gepaarde bulten. Het is binnenin gepneumatiseerd, doortrokken van luchtholten. Onder het achterhoofdsgat bevindt zich een grote ronde knobbel, de condylus occipitalis, het draaipunt van de kop op de nek. De knobbel is overwegend achterwaarts gericht en maar een beetje naar beneden, wat erop duidt dat de kop vrij recht naar voren gestoken werd en maar weinig afhing. De knobbel is niet simpelweg een enkel bot. De bovenkant ervan wordt gevormd door onderste uitlopers van de exocipitalia, gepaarde elementen die links en rechts van het supraoccipitale de bovenste zijkanten van het achterhoofd uitmaken. De exoccipitalia lopen zijwaarts schuin naar achteren uit in de grootste uitsteeksels van de schedel, de processus paroccipitales, die de vorm hebben van platte rechthoekige beenbalken met een iets verwijd uiteinde. De uitsteeksels zijn van binnen hol en worden ontlucht via een pneumatopoor aan de voorzijde van hun basis, die gevormd wordt door het opisthoticum. Ook de condylus occipitalis is hol en heeft een pneumatische opening aan de onderzijde van de hals; de positie kan per individu verschillend links of rechts zijn. De onderkant van de knobbel wordt gevormd door het os basiocciptale dat bovenaan een nauwe uitloper heeft die boven op de condylus occipitalis de exoccipitalia net scheidt. De knobbel vormt het achterste deel van het midden van het achterhoofd en markeert het overgangspunt tussen de bovenste en onderste helft ervan. Het bovendeel helt naar voren, het onderste deel naar achteren zodat het os basioccipitale daar naar voren loopt in twee opvallende parallelle verticale richels, de cristae tuberales, die uitlopen in twee beenlippen, de tubercula basilaria. De uitholling tussen de richels heeft bovenaan een pneumatische foramen, de toegang tot het holle binnenste van het os basioccipitale. Links en rechts van de richels bevonden zich bij leven vermoedelijk twee luchtzakken in diepe groeven tussen deze kammen en de parallel eraan lopende naar beneden krommende beenstijlen van de onderste bases van de processus paroccipitales. Deze beenstijlen lopen zelf ook weer uit in hoekige punten ter hoogte van de tubera die er met een dwarsrichel mee verbonden zijn; een volgende inham doet ze uitlopen in de grootste uitsteeksels van de onderste hersenpan, de processus basipterygoidei. Deze korte maar brede uitlopers zijn aan hun achterste bases verbonden door een dwars lopend beenweb. Daarachter, tussen de beenstijlen, bevinden zich twee halvemaanvormige uithollingen in de onderkant van de hersenpan, omringd door opstaande randen; in het midden zijn die gescheiden door een nauwe groeve die meer naar achteren uitloopt in een centrale uitholling. Deze configuratie is typerend voor de albertosaurinen. Boven het beenweb loopt het voorste bot van de hersenpan, het parasfenoïde, als een smalle scheepsboeg uit in een lang en dun dolkvormig uitsteeksel. Bij het levende dier was dit verbonden met de kraakbeenschotten tussen de oogkassen. Hoger en meer naar achteren loopt het basisfenoïde vleugelvormige uit in een ala basisphenoidalis, de voorste begrenzing van de zijkant van de hersenpan, gevormd door het proöticum dat eruitziet als een naar achteren uitgesmeerd stuk bot binnen de naar achteren gerichte groeven waarvan de langwerpige openingen liggen voor de belangrijkste ader- en zenuwkanalen. Achter het proöticum ligt op het opisthoticum de fenestra ovalis, een verdieping voor de openingen van de zenuwen van het middenoor. De ovale voet van de stapes rust hierop; dit botje heeft bij Gorgosaurus de vorm van een langgerekte staaf, negen centimeter lang en twee millimeter breed, waarvan het buitenste uiteinde het trommelvlies raakt.

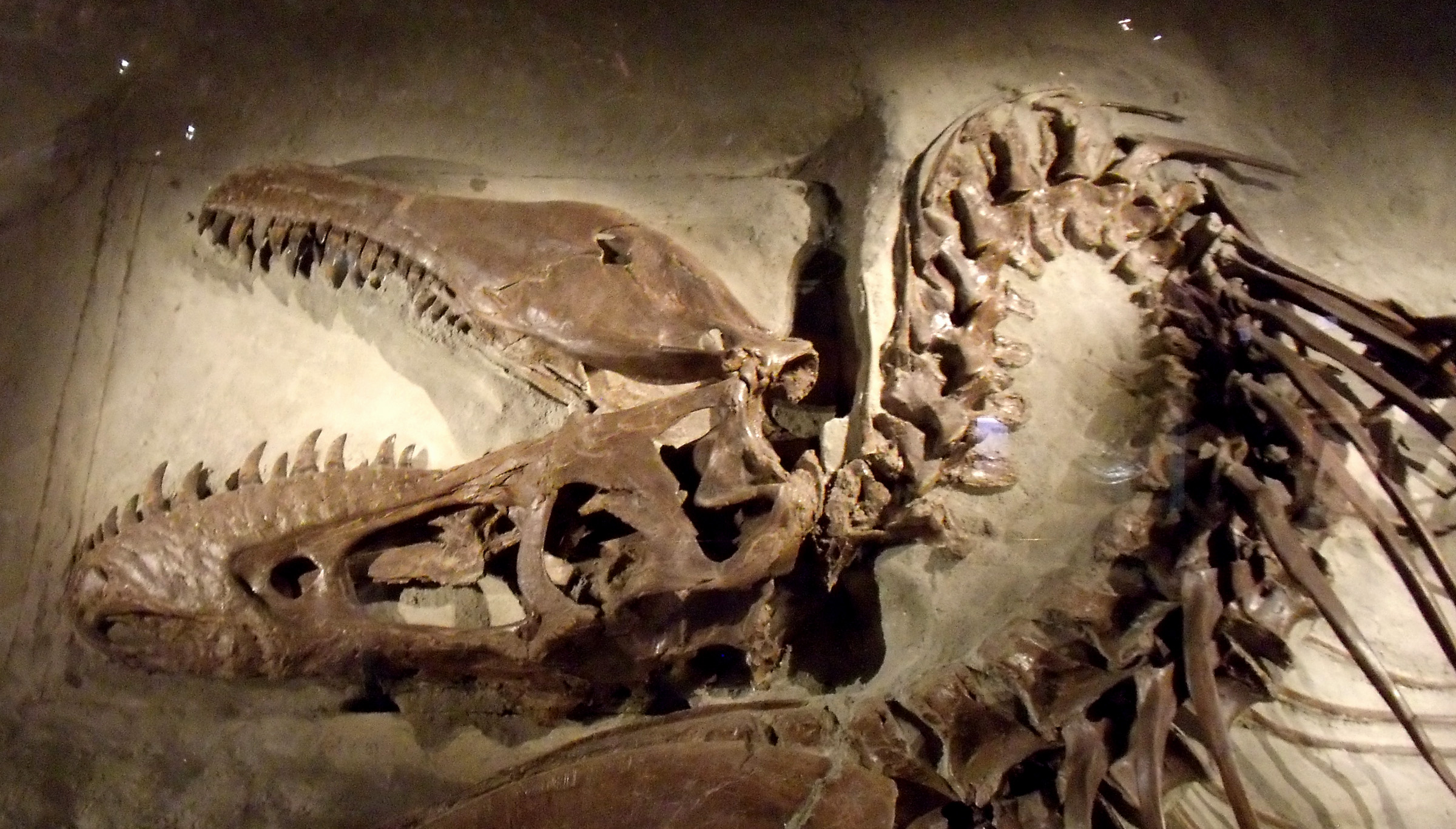
Door de schedelopening zijn bij dit exemplaar de beenderen van het verhemelte zichtbaar

De onderkant van de schedel bestaat uit een groot aantal gepaarde botelementen waartussen zich openingen bevinden. Het belangrijkste verbindende element in dit geheel is het achterwaarts gelegen pterygoïde. Beide pterygoïden, links en rechts, raken elkaar niet. Vooraan hebben ze lange uitlopers die gescheiden worden door de smalle ploegschaarbeenderen, die naar voren toe ruitvormig uitlopen in de voorste snuit. Aan de buitenkant worden die uitlopers omvat door de voorste en bovenste takken van de verhemeltebeenderen. De opening tussen dit eerste raakpunt met het verhemeltebeen en het meer naar achteren gelegen tweede raakpunt via een uitsteeksel vanuit het hoofdlichaam van het pterygoïde is bij Gorgosaurus relatief klein, maar half zo groot als bij de meeste tyrannosauriden. Het verhemeltebeen heeft een naar voren lopende lange tak die het contact vormt met de binnenvleugel van het bovenkaaksbeen en een achterste tak naar het jukbeen. De middelste basis van het verhemeltebeen is niet sterk pneumatisch gezwollen. Een vingervormige uitloper van het pterygoïde is met het jukbeen verbonden via het ectopterygoïde dat met twee kromme haakvormige uitsteeksels deze elementen raakt. Beide haken hebben diepe pneumatische openingen maar het hoofdlichaam van het ectopterygoïde is niet sterk opgezwollen. Naar achteren toe raakt het pterygoïde de hersenpan bij het basipterygoïde. Helemaal achteraan buigt het pterygoïde naar het quadratum en raakt de beenstijl daarvan met een dunne oplopende vleugel. Deze ala wordt aan de voorste bovenkant intern versterkt door twee richels waarvan de bovenste meteen de beennaad vormt met het epipterygoïde, een staand driehoekig element dat de bovenkant van de vleugel bedekt.

#### Onderkaken

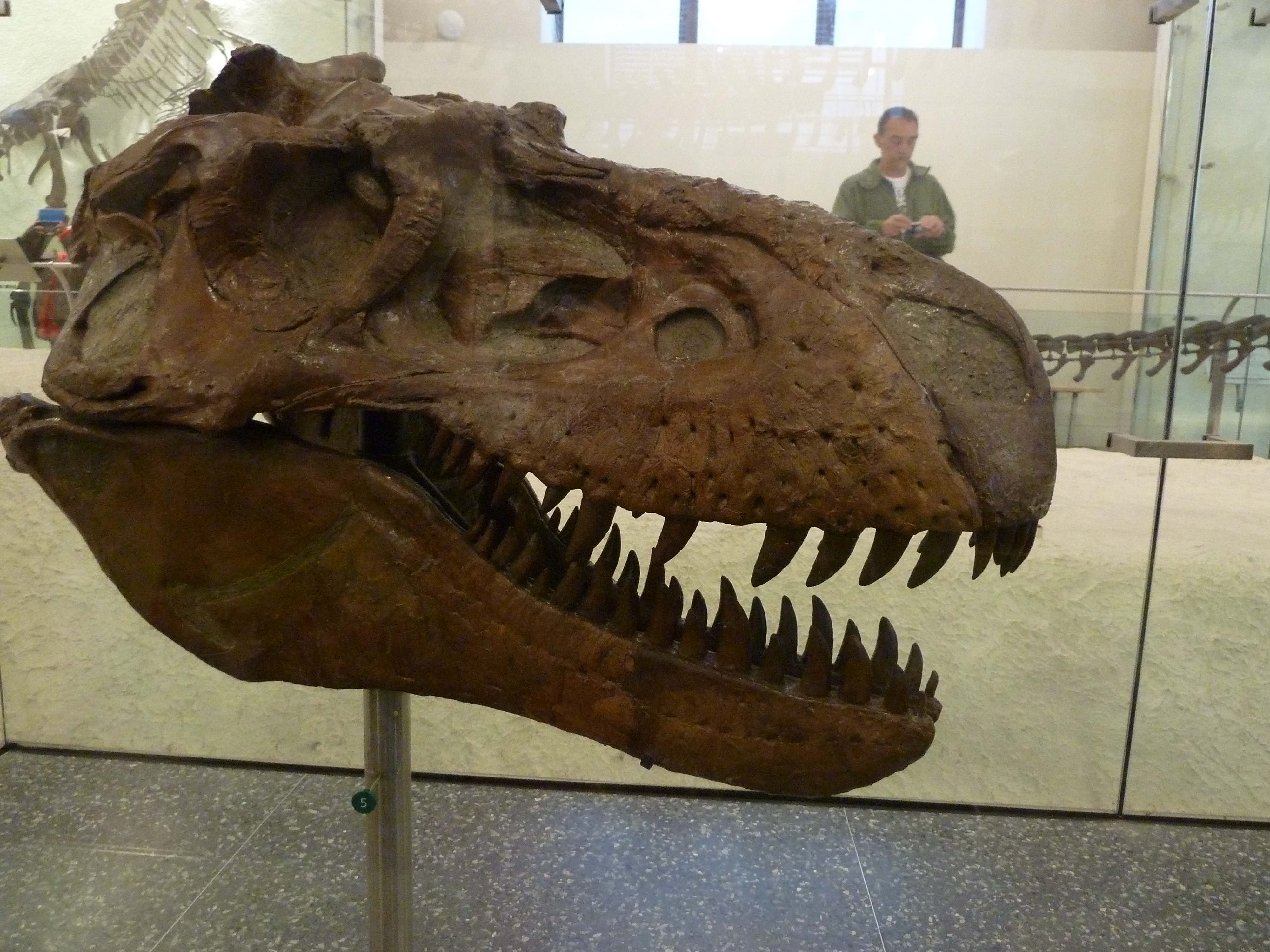
Schedel AMNH 5336 laat zien hoe hoog de achterkant van de onderkaak is

De onderkaken zijn erg stevig gebouwd. De voorkant van de onderkaak is nog niet zo robuust en mist een 'kin'. De achterkant ervan is echter extreem hoog, hoger dan de achterkant van de schedel, zodat er bij sommige volwassen exemplaren een echte hoek in het onderste profiel van de kaak ontstaat waarachter het angulare schuin omhoog helt, iets wat bij geen enkele andere basale theropode het geval is.
Bij basale theropoden is er een zijgewricht in de onderkaak die zo naar buiten kan klappen, wat een zagende beweging van de tanden mogelijk maakt en de breedte van de beet vergroot. Bij Gorgosaurus wordt die uitklappende beweging echter beperkt tot ongeveer anderhalve centimeter doordat een achterste, tongvormig, uitsteeksel aan de bovenrand van het voorste bot, het dentarium in een zijdelings uitholling past van een overeenkomend tongvormig voorste uitsteeksel aan de bovenrand van het volgende bot, het surangulare. Tussen het dentarium, het surangulare en het daaronder liggende angulare bevindt zich een buitenste zijvenster dat bovenaan rechthoekig is maar onder afgerond en uitlopend in een voorste haakvormige punt. Aan de binnenkant is er een veel groter zijvenster waarvan de voorste bovenrand gevormd wordt door het spleniale dat achteraan de voorste fenestra mylohyoidea vrijwel geheel omvat, op een kleine opening aan de onderkant na. Het spleniale ondersteunt naar voren toe de binnenzijde van het dentarium maar slechts over een korte afstand. Een lang en smal supradentarium loopt ondersteunend als een beenband naar voren over de interdentaalplaten tot aan de vijfde tand; naar achteren gaat het naadloos over in het coronoideum dat aan de binnenzijde de voorkant van de beenwelving van de achterste onderkaak vormt.
De buitenzijde van de achterste onderkaak wordt bovenaan gevormd door het surangulare. Dit heeft meer naar achteren een opvallende horizontale richel, de onderrand van een groot beenplateau dat uitgehold de aanhechting vormt voor de Musculus adductor mandibulae. Onder de richel bevindt zich achteraan een groot rond foramen. De achterste punt van het surangulare wringt zich nog tussen het angulare en de voorkanten van het articulare en het prearticulare in. Het surangulare vormt ook de voorste helft van het onderste kaakgewricht dat articuleert met de onderste knobbel van het quadratum van de schedel. Het articulare vormt de achterste helft en is voorzien van een grote opening voor het zenuwkanaal van de chorda tympani; vermoedelijk liepen daar ook grote aderen doorheen en een uitloper van een luchtzak die een holte ontluchtte die ook een opening had bij de beennaad van het prearticulare. Achteraan is er een klein retroarticulair uitsteeksel dat geen apart botelement vertegenwoordigt: de bovenkant wordt gevormd door het articulare, de zikant door het surangulare en de onderkant door het prearticulare dat langwerpig naar voren uitloopt en de onderkant van de achterrand van de kaak uitmaakt.

#### Tanden
In de voorste bovenkaak staan vier kleinere tanden met een D-vormige doorsnede in de praemaxilla. De gekartelde snijranden bevinden zich dus beide aan de achterzijde van de tand; de doorsnede van de kroon van binnen naar buiten is meestal groter dan de diameter van het achtervlak. Zij dienen om een diepere hap te nemen uit het slachtoffer en de in totaal acht praemaxillaire tanden in de schedel staan daartoe min of meer in een dwarse rij zodat het vlees beter vastgehouden wordt.
In het bovenkaaksbeen of maxilla staan dertien tot vijftien tanden; het laatste is bij volwassen dieren een uitzondering. Het aantal varieert met de leeftijd; bij de oudste exemplaren neemt het af. Bij sommige individuen verschilt het zelfs per lichaamshelft: specimen TMP 94.12.602 bewaart veertien maxillaire tanden in de linkerbovenkaak, vijftien in de rechter. Een eigenaardigheid is dat bij sommige exemplaren de praemaxilla de voorwand vormt van de tandkas van de eerste maxillaire tand die relatief klein is en ook enigszins D-vormig. In het dentarium van de onderkaak staan vijftien tot zeventien tanden voor een totaal van maximaal tweeënzeventig. De maxillaire en dentaire tanden zijn grotendeels veel langer en dikker dan de premaxillaire, hoewel ze niet zo enorm van omvang zijn als bij Tyrannosaurus. De vierde tot en met achtste maxillaire tanden zijn de langste in de schedel. De maxillaire en dentaire hebben mede een snijdende functie. Aan hun uiteinde zijn ze meer gebogen. Hun voorste snijrand draait naar het spits van de tand toe geleidelijk naar achteren. De spitsen van de dentaire tanden rusten bij sluiting in uithollingen in de interne zijvleugels van de maxillae aan de onderkant van de schedel. Vooral die voor de vierde tot en met zevende tand zijn opvallend diep; tot en met de veertiende tand zijn ze aanwezig, anders dan bij Albertosaurus waar ze de hele tandenrij beslaan. De tandrijen worden aan hun achterzijde versterkt door vrij hoge interdentaalplaten met een driehoekige punt die elkaar niet raken.

#### Postcrania

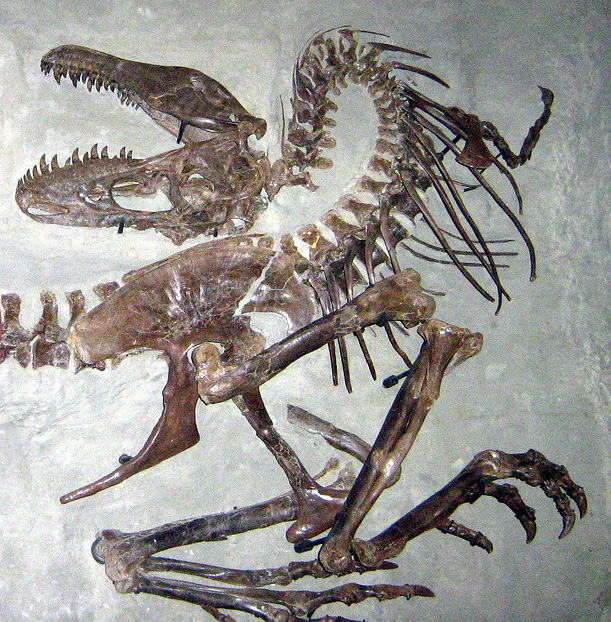
Specimen TMP.91.36.500 toont de karakteristieke kromming van de wervelkolom na de dood

De wervelkolom bestaat uit tien halswervels, dertien ruggenwervels, vijf sacrale wervels en minstens dertig staartwervels: specimen AMNH 5458 bewaart vermoedelijk de reeks van de twintigste tot en met dertigste caudale wervel; het totale aantal is onbekend maar zal vijfendertig of meer hebben bedragen.
De halswervels vormen een niet al te gedrongen, soepele, nek; hun wervellichamen zijn in het midden iets verlengd. Van de voorste halswervels zijn de doornuitsteeksels vrij hoog en smal. In de basis van de nek zijn ze veel korter met een spitse punt. Die van de voorste ruggenwervels zijn laag en plat, naar achteren geleidelijk in hoogte toenemend. De zevende wervel draagt een plots hoger doornuitsteeksel zodat er een opvallende knik in het rugprofiel ontstaat. Het hogere niveau van de achterste rug sluit aan de bij de hoge spinae van de sacrale wervels. In de staartbasis worden de doornuitsteeksels kleiner en krijgen een waaiervormig verbreed bovenste uiteinde. De chevrons zijn onderaan sledevormig naar voren verlengd. Het middenstuk van de staart is wat verstijfd door lange voorste gewrichtsuitsteeksels. De staart is vermoedelijk matig lang maar niet zo verkort als bij Tyrannosaurus.

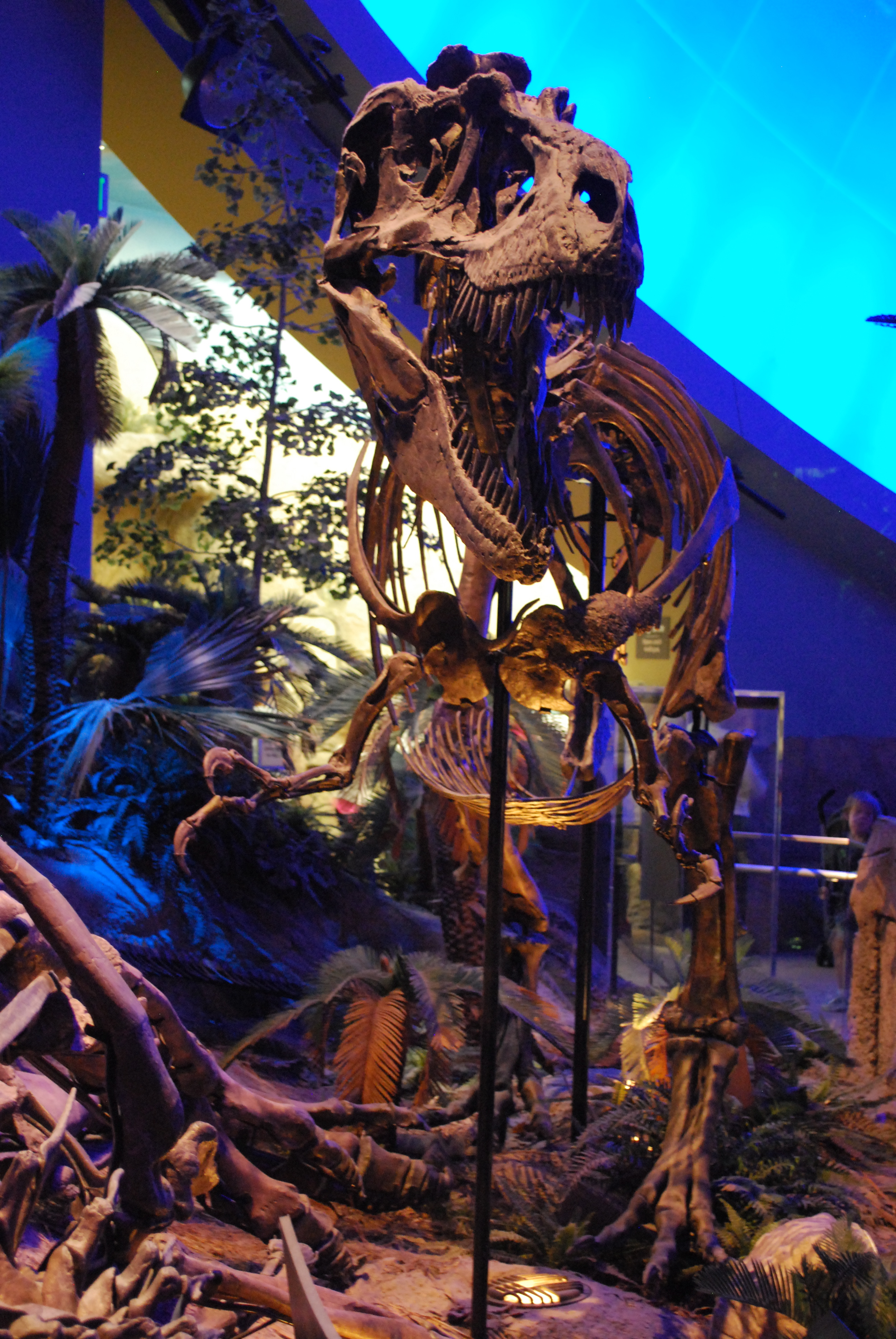
De romp van Gorgosaurus is smal en hoog

De romp van Gorgosaurus is matig verlengd maar niet zo langwerpig dat hij niet ook een aanzienlijke hoogte bezit. De schoudergordel omvat daarom een langgerekt recht schouderblad dat naar boven toe nogal verwijdt. Onder de hals ervan steekt een vrij grote processus acromialis naar voren; beide processus samen dragen een teer vorkbeen. Het ravenbeksbeen is hoog maar kort in de richting van het schouderblad waarmee het samen een klein schoudergewricht vormt waarin een erg gereduceerd en dun opperarmbeen past. Door de geringe lengte is dit bot tamelijk zwak; de voorpoot is als geheel echter niet korter dan bij Tyrannosaurus als wel beweerd wordt, slechts minder zwaargebouwd. De onderarm is nog korter dan de bovenarm. In de hand is het derde middenhandsbeen gereduceerd tot een beensplinter die geen vinger meer draagt. Het korte eerste middenhandsbeen draagt een wat afstaande eerste vinger met een korte kromme duimklauw. De tweede vinger steekt het verst uit en bestaat uit drie kootjes waarvan het laatste een smalle klauw is. De formule van de vingerkootjes is aldus 2-3-0-0-0.
Er zijn negentien paar buikribben.
Het bekken als geheel is een grote structuur. Het darmbeen is zeer lang maar vooraan ook zeer hoog, de reden voor de hoge sacrale wervels en een teken van een zeer krachtige musculatuur. Het voorste profiel van het blad is bol; het achterblad wat kort voor het recht afgesneden vrij lage uiteinde wat hol. De voorrand duikt eerst abrupt naar beneden maar kromt dan weer wat omhoog om uiteindelijk naar beneden bollend te eindigen in een breed, laag, afhangend haakvormig uitsteeksel. De 'haak' en het aanhangsel voor het schaambeen omvatten een vrij grote tussenruimte die naar beneden toe geopend is. Het schaambeen is lang en steekt vrij recht omlaag met een hol voorste profiel dat geleidelijk eindigt in het voorste uitsteeksel van een lage maar brede 'voet'. Het zitbeen steekt schuin naar achteren met onderaan een matig lange en smalle schacht die aan de voorrand een driehoekig uitsteeksel heeft, de processus obturatorius.
Het dijbeen is robuust maar recht en lang met voor bovenaan een stevige hoge beenstijl, de trochanter minor, en op de achterrand een driehoekige vierde trochanter als aanhechting voor de retractorspier van de staart, de belangrijkste aandrijvende spier van de achterpoot. Het onderbeen is lang en ook de voet is lang, vooral de middenvoet. Het vijfde middenvoetsbeen is gereduceerd tot een kromme beensplinter; het eerste staat vrij hoog op de schacht van het tweede. De tenen zijn matig lang.

### Weke delen

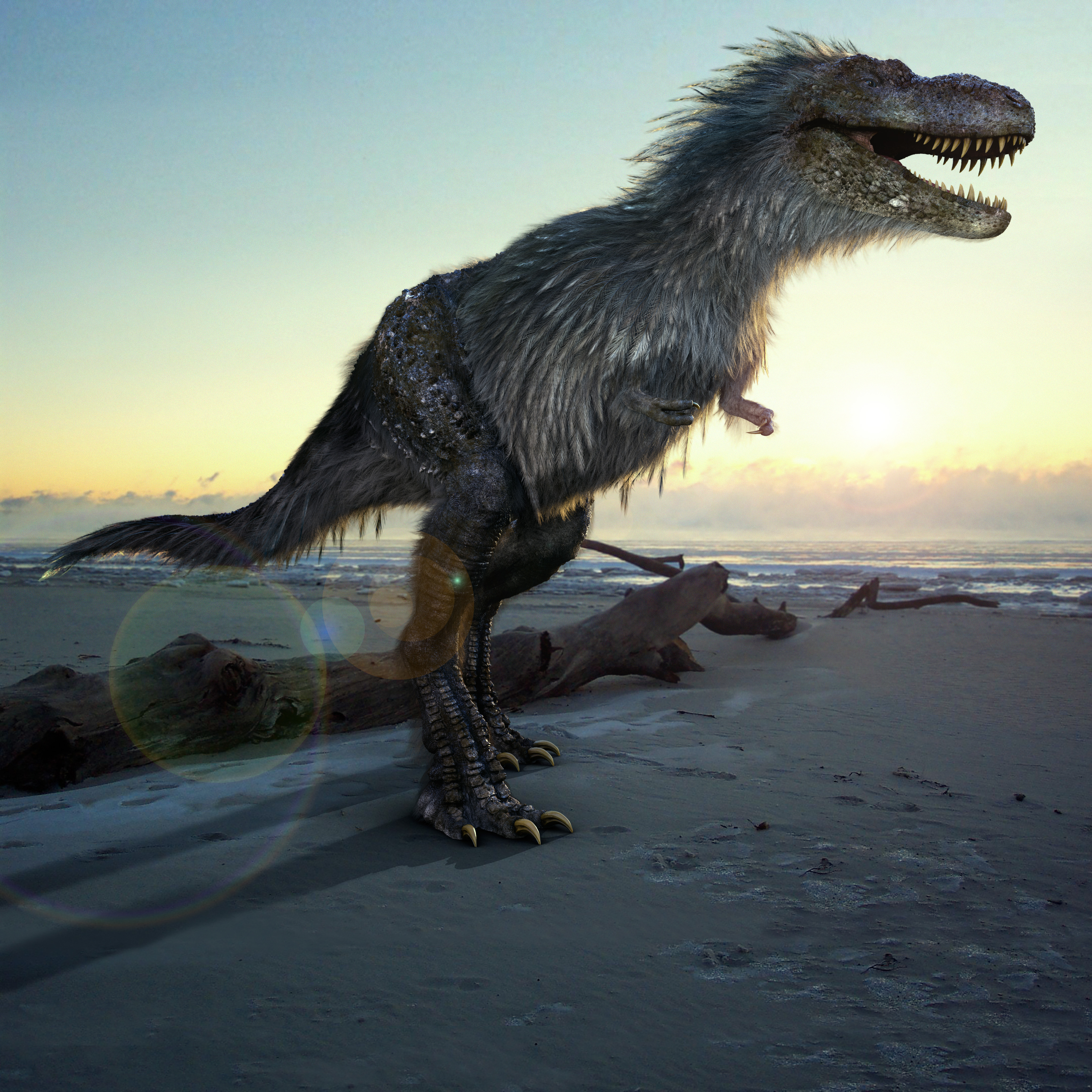
Wellicht was Gorgosaurus bevederd

Van de weke delen van Gorgosaurus is niet veel bekend. Algemeen wordt tegenwoordig aangenomen dat het dier warmbloedig was. Stukken huidafdruk zijn teruggevonden. Sommige daarvan laten kleine niet-overlappende schubben zien die ook van andere dinosauriërs bekend zijn. Opmerkelijk echter is de melding in 2001 door Philip Currie van stukken huid bij het holotype die helemaal 'naakt' waren, waarop dus wel rimpels te zien waren maar geen schubben. Zulke vondsten kunnen op verschillende manieren verklaard worden. Bij een in het water liggend kadaver van een reptiel is het normaal dat de schubben snel loslaten. Wordt het juist in die fase met modder bedekt dan levert dat een afdruk van een 'naakte' huid op. Een andere mogelijkheid is echter dat zulke huidoppervlakken bij het levende dier bedekt waren met een verenkleed waarvan bij andere tyrannosauroïden directe overblijfselen zijn teruggevonden. Een volwassen gorgosaurus had gezien zijn massa op zich geen verenkleed nodig om warm te blijven maar het is zeer waarschijnlijk dat de jongen bevederd waren en denkbaar dat het kleed bij grotere dieren ten dele bewaard bleef als bescherming tegen temperatuursextremen, sier of camouflage. Ook kan het zijn dat de veren tijdens de groei afvielen maar niet door schubben vervangen werden zodat een leerachtige naakte huid overbleef. Welke kleur schubben, huid of veren hadden, is niet bekend.

## Fylogenie
Lambe wist Gorgosaurus in 1914 niet nauwer te bepalen dan de Theropoda. Matthew plaatste hem in 1923 in de Deinodontidae die tegenwoordig de Tyrannosauridae worden genoemd. In de jaren negentig werd de soort meestal in de Tyrannosaurinae geplaatst; alle studies vanaf 2003 geven hem als een lid van de Albertosaurinae, een groep die Currie dat jaar benoemde.
Een mogelijke positie van Gorgosaurus in de stamboom laat het volgende kladogram zien:
|  | Albertosaurus |
|  |               |
|  | Gorgosaurus   |
|  |               |

| void | Daspletosaurus                                                                 |
|      | Daspletosaurus                                                                 |
|      | \| void \| Tarbosaurus \| \| \| Tarbosaurus \| \| \| Tyrannosaurus \| \| \| \| |
|      |                                                                                |
| void | Tarbosaurus                                                                    |
|      | Tarbosaurus                                                                    |
|      | Tyrannosaurus                                                                  |
|      |                                                                                |

| void | Tarbosaurus   |
|      | Tarbosaurus   |
|      | Tyrannosaurus |
|      |               |

| void | Daspletosaurus                                                                 |
|      | Daspletosaurus                                                                 |
|      | \| void \| Tarbosaurus \| \| \| Tarbosaurus \| \| \| Tyrannosaurus \| \| \| \| |
|      |                                                                                |
| void | Tarbosaurus                                                                    |
|      | Tarbosaurus                                                                    |
|      | Tyrannosaurus                                                                  |
|      |                                                                                |

| void | Tarbosaurus   |
|      | Tarbosaurus   |
|      | Tyrannosaurus |
|      |               |

|  | Albertosaurus |
|  |               |
|  | Gorgosaurus   |
|  |               |

| void | Daspletosaurus                                                                 |
|      | Daspletosaurus                                                                 |
|      | \| void \| Tarbosaurus \| \| \| Tarbosaurus \| \| \| Tyrannosaurus \| \| \| \| |
|      |                                                                                |
| void | Tarbosaurus                                                                    |
|      | Tarbosaurus                                                                    |
|      | Tyrannosaurus                                                                  |
|      |                                                                                |

| void | Tarbosaurus   |
|      | Tarbosaurus   |
|      | Tyrannosaurus |
|      |               |

| void | Daspletosaurus                                                                 |
|      | Daspletosaurus                                                                 |
|      | \| void \| Tarbosaurus \| \| \| Tarbosaurus \| \| \| Tyrannosaurus \| \| \| \| |
|      |                                                                                |
| void | Tarbosaurus                                                                    |
|      | Tarbosaurus                                                                    |
|      | Tyrannosaurus                                                                  |
|      |                                                                                |

| void | Tarbosaurus   |
|      | Tarbosaurus   |
|      | Tyrannosaurus |
|      |               |

Vaak is geopperd dat Gorgosaurus de directe voorouder is geweest van de latere Albertosaurus en zelfs dat beiden niet meer dan de vroege en late fasen vertegenwoordigen van één enkele populatie zodat ze een doorlopende chronospecies vormen. Door een stijging van zeespiegel raakte het gebied waar Gorgosaurus gevonden is rond 74,5 miljoen jaar geleden echter overspoeld, zodat de evolutie niet meer direct te volgen is. Albertosaurus duikt pas vier miljoen jaar later weer op, zodat het zeer wel mogelijk is dat zich in de tussentijd weer nieuwe afsplitsingen hebben voorgedaan. Een andere mogelijkheid is dat Daspletosaurus zich van Gorgosaurus  heeft afgesplitst; dit wordt echter niet ondersteund door de exacte kladistische analyses en Daspletosaurus is zelfs al iets eerder in de aardlagen aangetroffen.

## Levenswijze

### Leefgebied

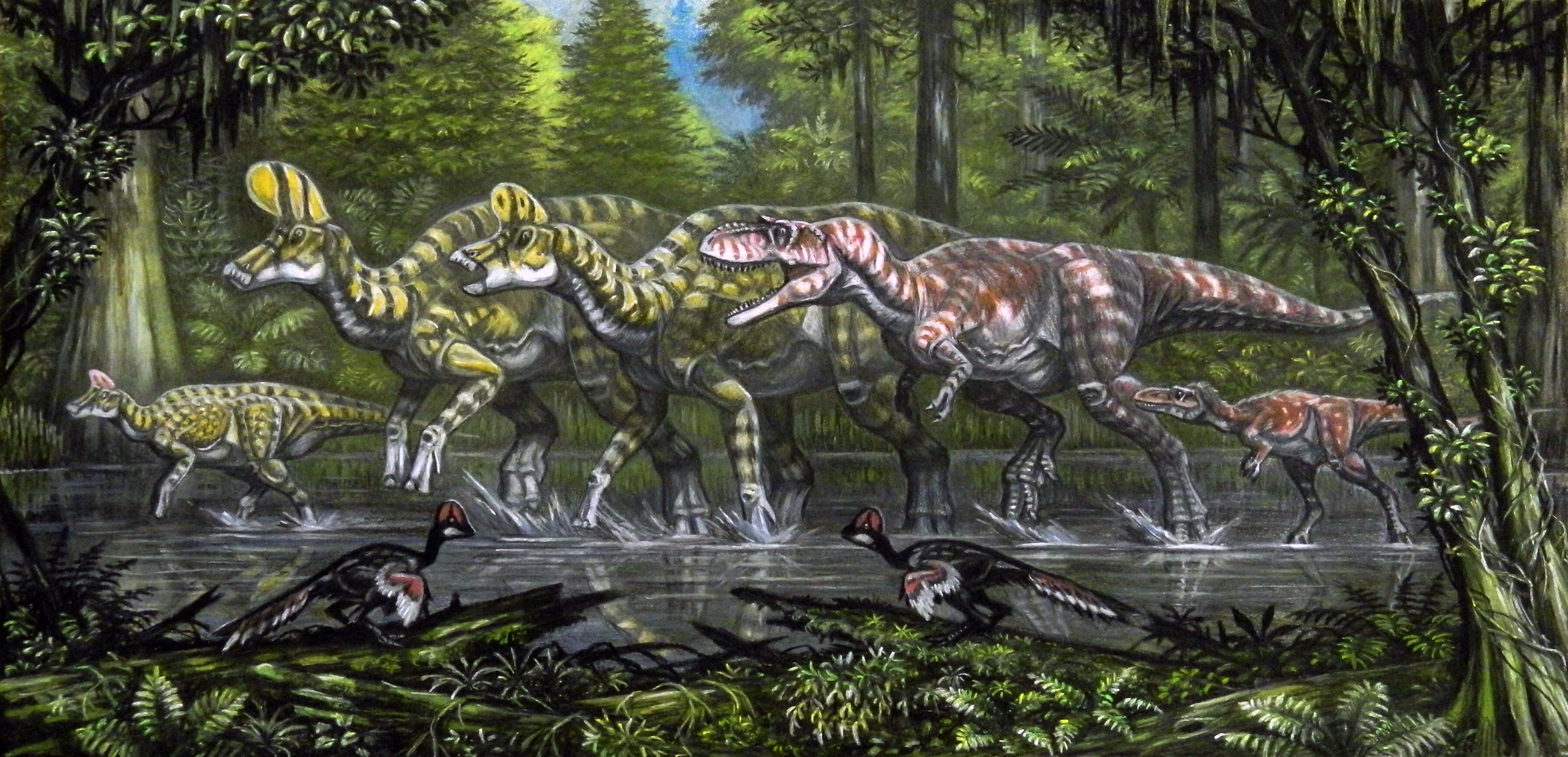
Gorgosaurus achtervolgt Lambeosaurus

Het leefgebied van Gorgosaurus lag vrij noordelijk en kenmerkte zich door warme zomers en koele winters. Er viel veel regen en er waren uitgebreide moerassen en naaldwouden, waardoorheen vele rivieren van de bergen in het westen naar de kustvlakte aan de westoever van de Western Interior Seaway stroomden, de golf die indertijd Noord-Amerika in tweeën splitste. De stromen zetten dikke fossielhoudende lagen sediment af waardoor de Dinosaur Park Formation een van de rijkste dinosauriërvindplaatsen ter wereld is en het mogelijk wordt de ontwikkeling van de fauna te volgen. In de onderste lagen zijn de voornaamste planteneters Centrosaurus, Chasmosaurus, Parasaurolophus en Corythosaurus. Later, zo'n 75,5 miljoen jaar geleden, worden die vervangen door Lambeosaurus en Styracosaurus. Rond die tijd duikt ook een concurrent van Gorgosaurus, eerder in de Dinosaur Park Formation het enige grote roofdier, op: een Daspletosaurus sp., een robuustere vorm, wellicht verwant aan Daspletosaurus torosus die weer vóór Gorgosaurus voorkwam in de Oldmanformatie.
Het is omstreden welke conclusies hieruit getrokken kunnen worden. Volgens een hypothese van Russell uit 1970 specialiseerde Gorgosaurus zich in het bejagen van lichtere Hadrosauridae terwijl Daspletosaurus op de zware Ceratopia joeg. De bouw van beide roofsauriërs lijkt daar inderdaad op te duiden: Gorgosaurus moet een zeer snelle soort geweest zijn. Jongvolwassen dieren zullen door een combinatie van lager gewicht, zeer lange achterpoten en zeer krachtige musculatuur tot de snelste landroofdieren van het hele Mesozoïcum behoord hebben, die vermoedelijk in staat waren een maximumsnelheid van zestig kilometer per uur te halen. Een heel strikte scheiding in niches kan er echter niet geweest zijn. In de oudste lagen van de Dinosaur Park Formation was Gorgosaurus de enige die ceratopiërs kon bejagen en de combinatie van D-vormige tanden met een brede snuitpunt heeft precies ten doel zulke zwaarbewapende tegenstanders in een gevecht snel met enkele diepe beten uit te schakelen. Eén gevonden exemplaar van Daspletosaurus had daarentegen nog een hadrosauride in de maag. Een andere mogelijkheid is geopperd door Thomas Holtz. Hij stelde dat er tegelijkertijd twee faunae waren, een noordelijke gekenmerkt door Centrosaurinae en Lambeosaurinae met Gorgosaurus als voornaamste roofdier, en een zuidelijke met Hadrosaurinae en Chasmosaurinae, bejaagd door Daspletosaurus. De voornaamste vindplaatsen in Canada zouden tot de noordelijke fauna behoren, met echter regelmatige overloop uit de zuidelijke fauna. Dat zou onder andere verklaren waarom Daspletosaurus vrij zeldzaam is en slechts in het zuiden van de formatie te vinden valt.

### Groei

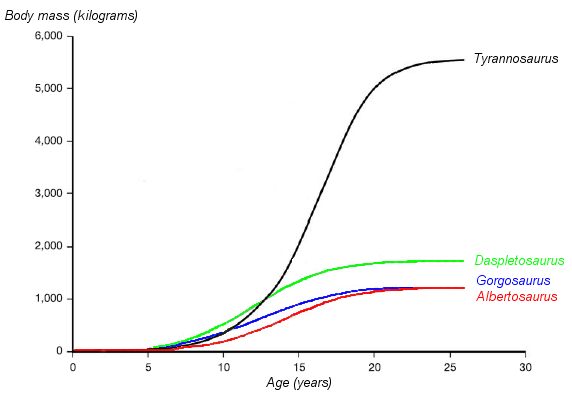
De groeicurve van Gorgosaurus

De vondst van een aantal juveniele exemplaren maakt het mogelijk voor Gorgosaurus een levensloop op te stellen. Volgens een studie van Gregory Erickson bleven tyrannosauriden in het begin vrij klein om pas in hun puberteit snel in grootte toe te nemen. Overigens viel bij Gorgosaurus, evenals bij Albertosaurus, het tempo van deze groeispurt wel mee: een dier groeide in deze levensperiode ongeveer honderdtien kilogram per jaar. Na het bereiken van de geslachtsrijpheid vlakte de groei sterk af.

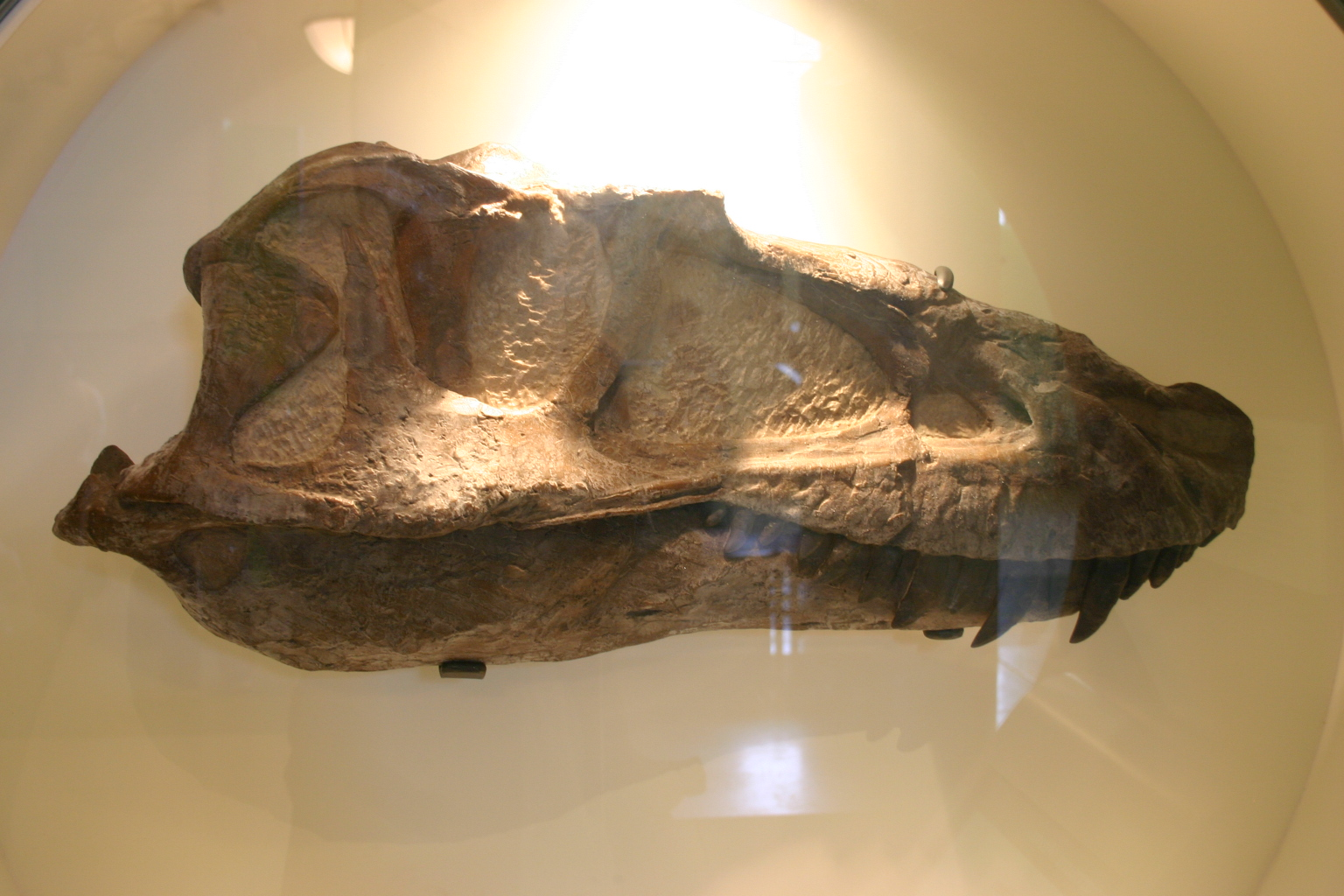
Jonge dieren hadden grote tanden

De jonge exemplaren lijken sterk op de volwassen dieren maar zijn veel eleganter gebouwd met relatief langwerpiger en spitsere koppen en langere achterpoten. Het kleinste gevonden dier had een geschatte totale lengte van zo'n drie meter met een gewicht van ongeveer tachtig kilogram. Een opvallend kenmerk bij het jonge dier is dat de tanden al erg lang zijn zodat de maxillaire boventanden onder de bovenlippen moeten hebben uitgestoken en de langste zelfs onder de onderrand van de onderkaak. Kennelijk werd de kleinere omvang gecompenseerd door een zwaardere bewapening, wat erop duidt dat het dieet al vrij vroeg uit grotere dieren bestond. Russell trok in de jaren zeventig de juveniele kenmerken door naar een nog eerdere levensfase totdat hij uitkwam op een hypothetische reconstructie van het pas uit het ei gekomen kuiken. Het zou getypeerd worden door langere ledematen en een langgerekte kop met grote oogkassen. Naar huidige inzichten is deze interpretatie correct. De afbeelding werd zo populair dat sommige boeken per abuis vermelden dat zulke jonge dieren echt gevonden zijn. Een ander punt van verwarring is dat Russell het vanuit zijn keuze de geslachten samen te voegen, als een jong van Albertosaurus aanduidde. In 2022 werden twee zeer gave exemplaren van jonge dieren gemeld, TMP 2009.12.14 and TMP 2016.14.1 (de laatste gevonden door William Bloss) met een schedellengte van een halve meter, die precies dezelfde rijpingsfase toonden als bij een Tyrannosaurus van dezelfde relatieve grootte. De T. rex zou die fase wel pas op een hogere leeftijd bereikt hebben. TMP 2009.12.14 bleek in 2023 de achterpoten van twee exemplaren van Citipes in zijn buikholte te hebben wat gezien werd als een aanwijzing dat jonge dieren op kleine snelle prooien joegen en volwassen dieren overschakelden naar grote prooien.
Het is wel verondersteld dat de jongen grotere jachtgroepen vormden. Bij Albertosaurus is in één geval een groot aantal individuen bij elkaar gevonden; voor Gorgosaurus zijn zulke opeenhopingen onbekend. Ook de eieren of nesten zijn niet teruggevonden.
Tijdens zijn leven raakte Gorgosaurus vaak gewond. De gevonden specimina laten sporen zien van gebroken ribben en tenen die later weer heelden. De verwondingen kunnen opgelopen zijn tijdens de jacht maar ook bij gevechten binnen de soort. Dat laatste is duidelijk het geval bij aangetroffen bijtwonden op de schedel: het in het gezicht bijten is een typisch roofdiergedrag om concurrenten bij een kadaver af te schrikken.